# 天主教波多-聖魯菲納羅馬城郊教區
天主教波多-聖魯菲納羅馬城郊教區（拉丁語：Oecesis Portuensis-Sanctae Rufinae）是一個天主教的羅馬城郊教區。
此羅馬城郊教區於2011年時有360,000名教友（佔轄區總人口99.4%）、53個堂區、215名司鐸、10名終身執事、245名修士和1,210名修女。
該羅馬城郊教區除了本身的正權主教外，亦有一位領該教區主教銜的主教級樞機；後者以教區主教為領銜，並沒有管理該教區的實權。現任正權主教為金諾·雷亞利，領銜主教為本雅明·斯泰拉樞機。